# ビクタートーキングマシン

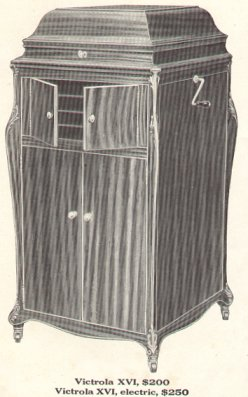
1919年のビクトローラの広告

ビクタートーキングマシン（Victor Talking Machine Company、1901年 - 1929年）は、アメリカのレコード会社である。1895年にエミール・ベルリナーが設立したベルリーナ・グラモフォン社を母体とする。

## 概要
- 1901年 エルドリッジ・R・ジョンソンによって設立される。
- 1927年 日本法人の日本ビクター蓄音機株式会社（Victor Talking Machine Co. Of Japan, Ltd.、現：株式会社JVCケンウッド）を設立する。
- 1929年 電気機器メーカーRCA社（現：仏国ヴァンティヴァ社）に買収され、RCAビクター社（現：米国ソニー・ミュージックエンタテインメント社）が設立される。

## ビクトローラ
1906年に木製キャビネットの中にターンテーブルとホーンを収めた蓄音機を開発した。外観から機械らしさを減らし家具らしくする、という見た目重視のデザインである。ビクトローラ（Victrola）と名付けて同年8月に発売したところ、すぐにヒット商品となった。15ドルの小さな卓上用モデルから600ドルの高級モデルまで、様々な大きさ・デザインのモデルを販売し、家庭用蓄音機の人気ブランドになった。

## 専属アーティスト
- ネリー・メルバ[1]
- ルイーズ・ホーマー[2]
- エンリコ・カルーソー[3]
- エルネスティーネ・シューマン＝ハインク[4]
- ジェラルディン・ファーラー[5]
- ミッシャ・エルマン[6]
- フリッツ・クライスラー[7]
- エフレム・ジンバリスト[8]
- ジョヴァンニ・マルティネッリ[9]
- イグナツィ・パデレフスキ[10]
- セルゲイ・ラフマニノフ[11]
- アメリータ・ガリ＝クルチ[12]
- レオポルド・ストコフスキー[13][14]
- ヤッシャ・ハイフェッツ[15]
- アルフレッド・コルトー[16]
- アルトゥーロ・トスカニーニ[17]
- ベニャミーノ・ジーリ[18]
- フョードル・シャリアピン[19]
- ティート・スキーパ[20]
- ウィレム・メンゲルベルク[21]
- マリア・イェリッツァ[22]
- ローザ・ポンセル[23]
- パブロ・カザルス[24]
- メアリー・ガーデン[25]
- セルゲイ・クーセヴィツキー[26][27]